# Cemitério de Komarovo
Sepultura de Anna Akhmatova
O Cemitério de Komarovo está localizado em Komarovo, pequena comunidade balneária sob a jurisdição de São Petersburgo, da qual dista 45 km, e localizada a 1 km do lago Chtchoutchié. Foi inaugurado na década de 1910, tendo apenas quinze sepulturas até 1944. A sepultura mais antiga ainda preservada é do compositor V. Savinski, enterrado em 1915. A partir da década de 1950 o cemitério se tornou um local de sepultamento não apenas de mortos da localidade, mas também de personalidades da elite intelectual, das ciências e do mundo das artes e das letras, sendo a mais célebre a poetisa Anna Akhmátova (1889-1966).
Uma parte do cemitério está inscrita no patrimônio histórico federal.

## Personalidades
- Anna Akhmatova, poetisa
- Mikhaïl Alexeïev, acadêmico e especialista em literatura europeia
- Natan Altman, pintor
- Victor Aristov, diretor e roteirista
- Veniamine Basner, compositor
- Grigori Beï-Bienko, entomologista
- Vladimir Chichmariov, Romanista e especialista nas linguagens Ocitan e provençal
- Ivan Efremov, escritor e paleontólogo
- Vladimir Fock, físico
- Edith Hafferberg, etnólogo
- Vladimir Gaïdarov, ator
- Guennadi Gor, escritor
- Evgeni Gross, físico
- Viktor Jirmounsky, linguista, historiador da literatura
- Iossif Kheifitz, cineasta
- Nadejda Kocheverova, cineasta
- Sergueï Kouriokhine, compositor de hard rock, fundador e membro do grupo Pop-Mkhanika
- Andreï Krasko, ator
- Dmitri Likhatchov, filólogo
- Ivan Melentiev, ator
- Vera Panova, escritor
- Victor Reznikov, autor e compositor
- Iouri Rytkheou, literato Chukchi, escritor em língua chukoto e em língua russa
- Alexandre Samokhvalov, pintor e artista gráfico
- Vladimir Smirnov, matemático
- Viktor Tregoubovitch, diretor
- Solomon Vogelsohn, poeta
- Alexandre Volodine, dramaturgo